# خر (شرک)
خر یا دانکی (به انگلیسی: Donkey) شخصیتی خیالی است که توسط ویلیام استیگ خلق شده و توسط دریم‌ورکس انیمیشن برای فرنچایز شرک اقتباس شده است. صداپیشگی این شخصیت را ادی مورفی انجام داده است. او خری انسان‌انگار است و ظاهر او بر اساس خری مینیاتوری‌ای به نام پِری طراحی شده است. او با خز خاکستری، چشمان قهوه‌ای و یال سیاه به تصویر کشیده شده است. در این فرنچایز، او هم‌سفر و بهترین دوست شرک، همسر اژدها و پدر چند فرزند دورگه‌ خر-اژدها (درانکی) است. به عنوان آرامه خنده‌دار داستان، خر به‌خاطر شوخ‌طبعی، خرد، انرژی زیاد و اجرای مورفی مورد تحسین منتقدان قرار گرفته است.

## شخصیت

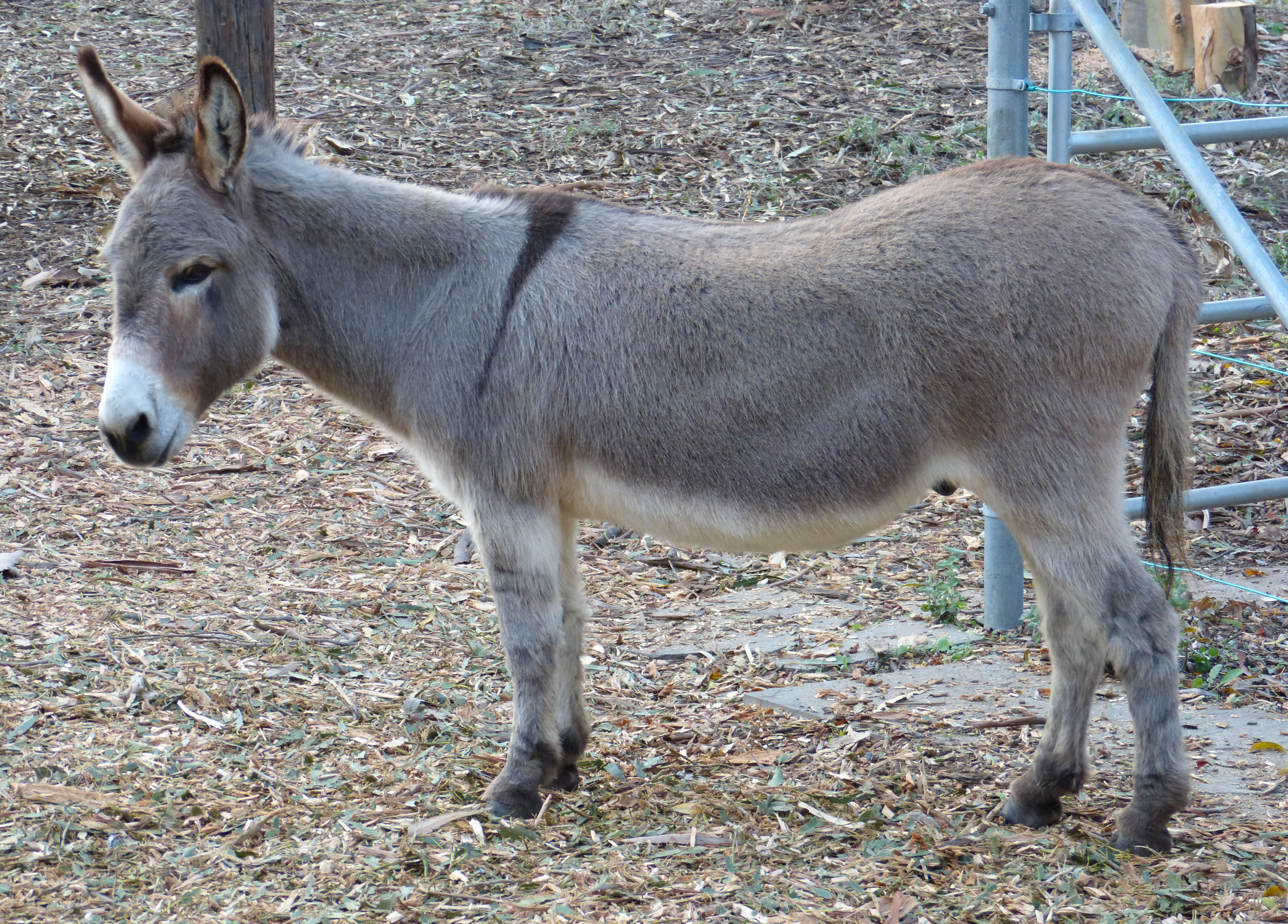
پری، یک الاغ مینیاتوری در پالو آلتو، کالیفرنیا به عنوان مدل دانکی مورد استفاده قرار گرفت.

او به عنوان خری سرخوش، پرآزار، پرحرف و حساس به نمایش گذاشته می‌شود، که «دندان‌های قشنگی» دارد. او از عنکبوت متنفر است. ادی مورفی دانکی را یک شخصیت واقعاً مثبت دانسته‌است: «او همیشه به دنبال نیمه روشن از هر چیز است و برای آن تلاش می‌کند. یک خر خوشحال و خوش شانس.»